# Primärval
Primärval eller nominerande primärval är en metod för politiska partier att genom ett röstningsförfarande nominera och enas bakom en kandidat inför ett kommande val till förtroendeposter. Primärvalssystem är särskilt vanligt i USA, men förekommer även i andra länder.

## Primärval i USA
Primärvalens roll i det amerikanska presidentvalet är att välja delstatens delegater till partiernas respektive nationella konvent, alternativt att besluta vilken kandidat de redan utsedda delegaterna ska stödja på konventet. Primärvalet sker alltså i (minst) två steg, där omröstningen i vallokal i någon mån är beslutande medan konventet är verkställande.
Precis som röstnings- och sammanräkningsreglerna skiljer sig åt mellan delstaterna skiljer sig även primärvalsproceduren åt mellan olika delstater. De vanligaste varianterna är öppna respektive slutna val, men det förekommer även andra metoder. Politiker som ånyo kandiderar till sitt ämbete brukar sällan utmanas av egna partikamrater, då primärvalsutmaningar (eng. "primary challenges") visserligen skapar en spänning och ett intresse för valproceduren men samtidigt är kostsam och riskerar att visa upp en splittring inom partiet som missgynnar dess kandidat i det kommande valet.

### Historik
Primärvalssystem började införas redan under sent 1800-tal i några stater i västra USA, de fick fäste i övriga landet under tidigt 1900-tal när progressiva politiska krafter försökte begränsa enskilda politiska ledares makt vid konventen. Det Demokratiska partiets konvent i Chicago 1968 kom att få ett starkt inflytande över hur primärvalens karaktär förändrades.
Motståndare till Vietnamkriget förde fram Eugene McCarthy som sin presidentkandidat inom det Demokratiska partiet, med en politisk plattform baserad på ett tillbakadragande från Vietnam. De fick dock inget gehör på konventet, då den sittande vicepresidenten Hubert Humphrey nominerades. Humphrey, som förknippades med den krigförande presidenten Lyndon B. Johnsons regering, hade inte ställt upp i ett enda primärval men kontrollerade ändå tillräckligt många delegater på konventet för att bli vald.
Valet av "fel" presidentkandidat var en av orsakerna bakom de upplopp och våldsamma protester som bröt ut i samband med mötet. Mediabilden av det Demokratiska partiet skadades och en kommitté fick i uppdrag att utreda och ta fram ett bättre beslutssystem, varvid Demokraterna antog primärvalsmodellen. Republikanska partiet följde efter 1972. Konventen har tappat sin avgörande betydelse och en vinnande kandidat säkrar idag vanligtvis sin seger redan i primärvalen.
Idag är primärvalen en central del av nomineringsprocessen till många av USA:s politiska val. I artikelns avsnitt om amerikanska förhållanden redogörs i huvudsak för presidentvalscykeln, men liknande primärvalsprocesser bedrivs även inför kongress- och senatsval samt på delstatsnivå vid val av guvernör med flera ämbeten.

### Primärvalscykeln
Primärvalscykeln inleds ungefär tio månader före presidentvalet, genom att New Hampshire traditionsenligt anordnar landets första "riktiga" primärval (i Iowa hålls ett s.k. caucus, nomineringsmöte, vanligtvis en vecka innan valet i New Hampshire). Kravet på New Hampshires förtur är fastslaget i delstatens egna lagar, och på senare år har man tvingats tidigarelägga primärvalen allt mer för att klara konkurrensen med andra tidigt röstande stater. Inför 2004 års presidentval hölls därför primärvalet redan den 27 januari. 2008 hölls det den 8 januari.
Stoltheten i att vara först är dock förklarlig, då New Hampshire tillsammans med Iowa får merparten av allt medieutrymme som ägnas åt de presidentiella primärvalen. Därmed får de båda delstaterna oproportionerligt stor påverkan på valutgången under resterande cykeln.
Primärvalen avslutas i tid till partiernas respektive nationella konvent (national convention), som hålls i slutet av sommaren. Av de två största partierna håller den sittande presidentens parti sitt konvent sist.

### Varianter
- Öppna primärval innebär att väljaren själv beslutar vilket partis primärval som han/hon ska ha rösträtt i. I vissa fall krävs visserligen att väljaren registrerat sig hos ett parti i förväg, men denna registrering är inte bindande utan används enbart för utskick av valmaterial. Beslutet om deltagande i ett visst partis primärval är normalt giltigt enbart för den innevarande valcykeln.

- I halvöppna primärval har väljare som registrerat sig som sympatisör med ett visst parti automatiskt enbart rösträtt i detta partis primärval, medan icke-registrerade väljare själv beslutar vilket partis primärval som han/hon ska ha rösträtt i.

- I slutna primärval röstar enbart partiets medlemmar eller registrerade sympatisörer. Inget av dessa tre system tillåter väljaren att delta i mer än ett partis primärvalsprocess.

- Ytterligare en form av primärval innebär att väljare kan rösta på en kandidat per ämbete som skall tillsättas i valet, men utan att behöva ta hänsyn till kandidaternas partitillhörighet. Detta kräver samordnad primärvalsomröstning med gemensam valsedel. I en dom i USA:s högsta domstol har dock så kallat blanket primary ("täckt primärval", syftande på att partitillhörigheten saknar betydelse eller är övertäckt) funnits vara oförenlig med den amerikanska konstitutionens första tillägg, vilket lett till att tre delstater tvingats ändra sitt valförfarande.

- Caucus, nomineringsmöte eller nomineringsval, är en särskild form av primärval som bland annat tillämpas i delstaten Iowa. Ett caucus definieras som ”ett möte av grannar”. Processen sker parallellt för partierna. Inom respektive grannkrets röstar man fram ett antal kandidater som stöds genom att ett proportionerligt antal delegater skickas till delstatspartiets centrala nomineringsmöte. Resultaten blir visserligen inte lika tydligt bindande som ett primärval i vallokal, men slås upp stort i massmedia och har stor betydelse för den kommande mediebevakningen av presidentvalskampanjen eftersom Iowa ligger så tidigt i primärvalscykeln.

- Normalt för amerikanska valsystem är att den kandidat som fått flest röster vinner valet. I Louisiana tillämpas dock en primärvalsvariant, där det krävs absolut majoritet (minst hälften av rösterna) för att bli vald. Om det inte kan uppnås anordnas en andra valomgång mellan de två kandidater som fått högst antal röster i valets första omgång. Systemet, som kallas Louisiana primary, är även vanligt vid partipolitiskt obundna primärval. I en amerikansk kontext kan det exempelvis gälla stads- eller skolstyrelser där en första omröstning som inte resulterar i absolut majoritet får avgöra vilka av ett större antal kandidater som slutligen är valbara till de aktuella förtroendeuppdragen. I ett Louisiana primary-system går normalt dubbelt så många kandidater som antalet poster som ska tillsättas vidare till andra omgången. Modellen har dock kritiserats eftersom den nästan ofelbart utesluter kandidater som inte tillhör något av de två största partierna, samt för att väljare ibland tvingas till val mellan vad man brukar kalla pest eller kolera. Det senare exemplifieras tydligast av det franska presidentvalet 2002, där socialistpartierna aktivt stödde sina politiska motståndare i högerpartierna i syfte att försäkra sig om att Nationella frontens Jean-Marie Le Pen inte kunde väljas till president.

## Primärval i andra länder

### Italien
Italienska L'Unione genomförde inför 2006 års val flera olika primärval, bland annat gällande vilka av valförbundets kandidater som skulle föras fram som ordförandekandidater i två av landets regioner, liksom till posten som landets premiärminister. Förfarandet är nytt för Italien och det är oklart om det kommer bestå.

### Frankrike
Inför det franska presidentvalet 2007 gjorde Parti Socialiste för första gången debatten inför primärvalen tillgänglig för hela valmanskåren. Utgångspunkten var tre tv-sända debatter mellan kandidaterna, vilka varvades med tre interna debatter dit enbart partimedlemmar hade tillträde. Rösträtt tillkom sedan alla som varit medlemmar i Parti Socialiste under en viss tid före valet. Kritiska röster talade om en amerikanisering av valet, medan förespråkare efterfrågade en liknande öppenhet inom socialisterna huvudsakliga motståndare, UMP.

### Ryssland
För att utse de lämpligaste kandidaterna inför de nationella och regionala parlamentsvalen i september 2016 lanserade det makthavande partiet Enade Ryssland under våren 2016 en runda av primärval (Внутрипартийные выборы в «Единой России», vanligen kallade праймериз, prajmeriz, av engelska primaries) för att utse lämpligaste kandidaterna. Även de lojala "blockpartierna" (KPRF, LDPR och SR) har spelat med. Valen handlar inte om toppskiktet, varken partiledning, president eller guvernörer, utan om ledamöter med mindre inflytande.

### Storbritannien
I Storbritannien beslutade sig det konservativa partiet för att använda primärvalet för att välja deras kandidat till borgmästare för Greater London.

### Sverige
Vissa av de svenska partierna brukar utse kandidat genom val bland medlemmarna, så kallat nomineringsval, som har stora likheter med slutna primärval. Dock genomförs nomineringsval väldigt sällan i vallokal, utan oftast genom röstning via medlemstidning eller dylikt.